# باباکینا
باباکینا (نام علمی: Babakina) نام یک سرده از راسته لیسه دریایی است.